# Besse Cooper
Besse Berry Cooper, z domu Brown (ur. 26 sierpnia 1896, zm. 4 grudnia 2012) – amerykańska superstulatka. Po śmierci Brazylijki Marii Gomes Valentim 21 czerwca 2011 została najstarszą żyjącą osobą na świecie. Dożyła 116 lat i 100 dni, co czyni ją 13. najstarszą osobą w historii, której wiek został udokumentowany przez Gerontology Research Group, a także 4. najstarszą osobą w historii Stanów Zjednoczonych i drugą najstarszą w historii białą Amerykanką za Sarah Knauss. Od chwili śmierci Japonki, Chiyono Hasegawy 2 grudnia 2011 była ostatnią żyjącą osobą urodzoną w 1896. 26 sierpnia 2012 jako ósma niekwestionowana osoba w historii i jako czwarta Amerykanka osiągnęła wiek 116 lat.

## Życiorys
Urodziła się jako Besse Brown w Hrabstwie Sullivan w Tennessee 26 sierpnia 1896, jako trzecie z ośmiorga dzieci Richarda Browna (1861-1932) i Angeline Berry (1866-1927). Ukończyła East Tennessee State Normal School w 1916 i pracowała jako nauczycielka w Tennessee, zanim przeprowadziła się do Georgii po wybuchu I wojny światowej (1917). W 1924 wyszła za Luthera Coopera (1895-1963). Mieli czworo dzieci: Angeline (ur. 1929), Luthera Jr. (ur. 1932), Sidneya (ur. 1935) i Nancy (ur. 1944). W 1963 po 39 latach małżeństwa Luther zmarł w wieku 68 lat. Po śmierci męża Cooper do 2001 mieszkała sama, dopiero w wieku 105 lat przeniosła się do domu opieki.

### Długowieczność
Besse Cooper została najstarszą żyjącą osobą w Georgii po śmierci 113-letniej Beatrice Farve 19 stycznia 2009. Obecnie jest drugą najstarszą osobą, która urodziła się w Tennessee za Afroamerykanką Elizabeth Bolden, zmarłą w grudniu 2006 w wieku 116 lat i 118 dni. Cooper do pobicia jej tytułu zabrakło zaledwie 18 dni. Zapytana o sekret długowieczności Cooper odpowiedziała: Nie wtykam nosa w nieswoje sprawy i nie jadam Fast-foodów.
Oprócz czworga dzieci doczekała się 12 wnuków oraz wielu prawnuków i praprawnuków. W ostatnich latach życia mieszkała w domu spokojnej starości w Monroe, w stanie Georgia. Z okazji jej 116. urodzin w sierpniu 2012 nazwano jej imieniem most leżący w mieście Between w Georgii. "Przedtem nie miał nazwy, a znajduje się niedaleko miejsca, w którym moja mama mieszkała w młodości" – powiedział jej syn, Sidney.
Po śmierci Besse Cooper, tytuł najstarszej żyjącej osoby na świecie przejęła Włoszka osiadła w USA, Dina Guerri-Manfredini. Najstarszą rodowitą Amerykanką została jednak Gertrude Weaver.

## Ważne daty
Przed 2011
- 8 listopada 2006 – W wieku 110 lat i 74 dni Besse Cooper zostaje zweryfikowana przez Gerontology Research Group.
- 19 stycznia 2009 – Besse Cooper w wieku 112 lat i 146 dni zostaje najstarszą osobą w stanie Georgia po śmierci Beatrice Farve.
- 19 listopada 2009 – po śmierci Chiyo Chiraishi Besse Cooper wchodzi do listy 10. najstarszych żyjących ludzi

2011
- 31 stycznia 2011 – Zmarła Eunice Sanborn, Besse Cooper została najstarszą żyjącą osobą w Stanach Zjednoczonych.
- 14 kwietnia 2011 – Po śmierci Waltera Breuninga, mając 114 lat i 231 dni Besse Cooper została ostatnią osobą w Stanach Zjednoczonych, urodzoną w 1896.
- 21 czerwca 2011 – Zmarła Maria Gomes Valentim, Besse Cooper w wieku 114 lat i 299 dni została najstarszą żyjącą osobą na świecie.
- 9 sierpnia 2011 – Besse Cooper w wieku 114 lat i 348 dni została najdłużej żyjącą osobą urodzoną w 1896.
- 26 sierpnia 2011 – Besse Cooper zostaje 24. niekwestionowaną osobą, która osiągnęła wiek 115 lat.
- 19 grudnia 2011 – Besse Cooper w wieku 115 lat i 115 dni przewyższa wiek Marii de Jesus dos Santos, zostając tym samym 20. najstarszą osobą w historii.

2012
- 27 stycznia 2012 – Besse Cooper w wieku 115 lat i 154 dni weszła do listy 10. najstarszych Amerykanów w historii.
- 6 marca 2012 – Besse Cooper w wieku 115 lat i 193 dni pobija wiek Margaret Skeete i zostaje jedną z 15. najstarszych osób w historii
- 3 kwietnia 2012 – Pobija wiek Edny Parker (115 lat 220 dni) i zostaje najdłużej żyjącą osobą od śmierci Elizabeth Bolden
- 11 kwietnia 2012 – Pokonuje wiek Charlotte Hughes (115 lat 228 dni) i wchodzi do dziesiątki najstarszych osób w historii, których wiek jest niekwestionowany.
- 5 maja 2012 – Besse Cooper osiąga wiek 115 lat 253 dni, tym samym zostaje 5. najstarszą niekwestionowaną osobą w historii Stanów Zjednoczonych.
- 11 lipca 2012 – Zostaje 10. najstarszą osobą w historii (8. jeśli nie liczyć przypadków kwestionowanych).
- 26 sierpnia 2012 – Jako 10. osoba w historii (8. niekwestionowana) kończy 116 lat i jako pierwsza od czasu Elizabeth Bolden, która te same urodziny świętowała 15 sierpnia 2006 roku.